# Josef Huber (Kirchenrechtler)
Josef Huber (* 23. Juni 1935 in Oberkirch, Baden; † 9. November 2018 in Bad Hersfeld) war ein deutscher Geistlicher und Kirchenrechtler. Er war von 1992 bis 2010 Richter an der Rota Romana.

## Leben
Josef Huber studierte Philosophie und Katholische Theologie in Mainz und Freiburg im Üechtland. Am 25. Februar 1961 empfing er die Priesterweihe für das Bistum Mainz. Nach dem Kaplanat in Mainz-Kastel war er von 1963 bis 1965 Subrektor des Bischöflichen Konvikts in Mainz, Leiter der Spanischen Mission in Mainz und Religionslehrer am Abendgymnasium sowie am Ketteler-Kolleg Mainz. Nach einem Promotionsstudium wurde er 1971 an der Päpstlichen Universität Gregoriana mit einer Arbeit über den Ehekonsens im römischen Recht zum Doktor des kanonischen Rechts (Dr. iur. can.) promoviert. Von 1969 bis 1975 war er Ehebandverteidiger am Mainzer Offizialat und Aushilfe in der Dompfarrei. Von 1975 bis 1992 war er Pfarrer in St. Peter und Paul in Bingen-Dromersheim sowie Vizeoffizial am Mainzer Diözesangericht und von 1978 bis 1992 Lehrbeauftragter für kanonisches Recht an der Katholischen Fachhochschule Mainz.
1992 wurde er durch Papst Johannes Paul II. als Richter (Auditor) an die Römische Rota, das zweithöchste Gericht der katholischen Kirche, berufen. Er war Vertreter des deutschen Sprachraums im Richterkollegium der Rota Romana, das sich vor allem mit Fragen der Annullierung katholisch geschlossener Ehen beschäftigt. Huber war Präsident der Disziplinarkommission und Richter am Berufungsgericht des Vatikanstaates sowie Kommissarius an der Sakramentenkongregation. Zudem war er Professor am Studio Rotale und Lehrbeauftragter an den Universitäten Gregoriana und Santa Croce.
Huber wurde 2010 emeritiert. Papst Benedikt XVI. ernannte Markus Graulich am 30. Dezember 2011 zu Hubers Nachfolger. Josef Huber wurde zum Geistlichen Rat und Monsignore ernannt. Huber veröffentlichte über 100 wissenschaftliche Beiträge.